# Pónei

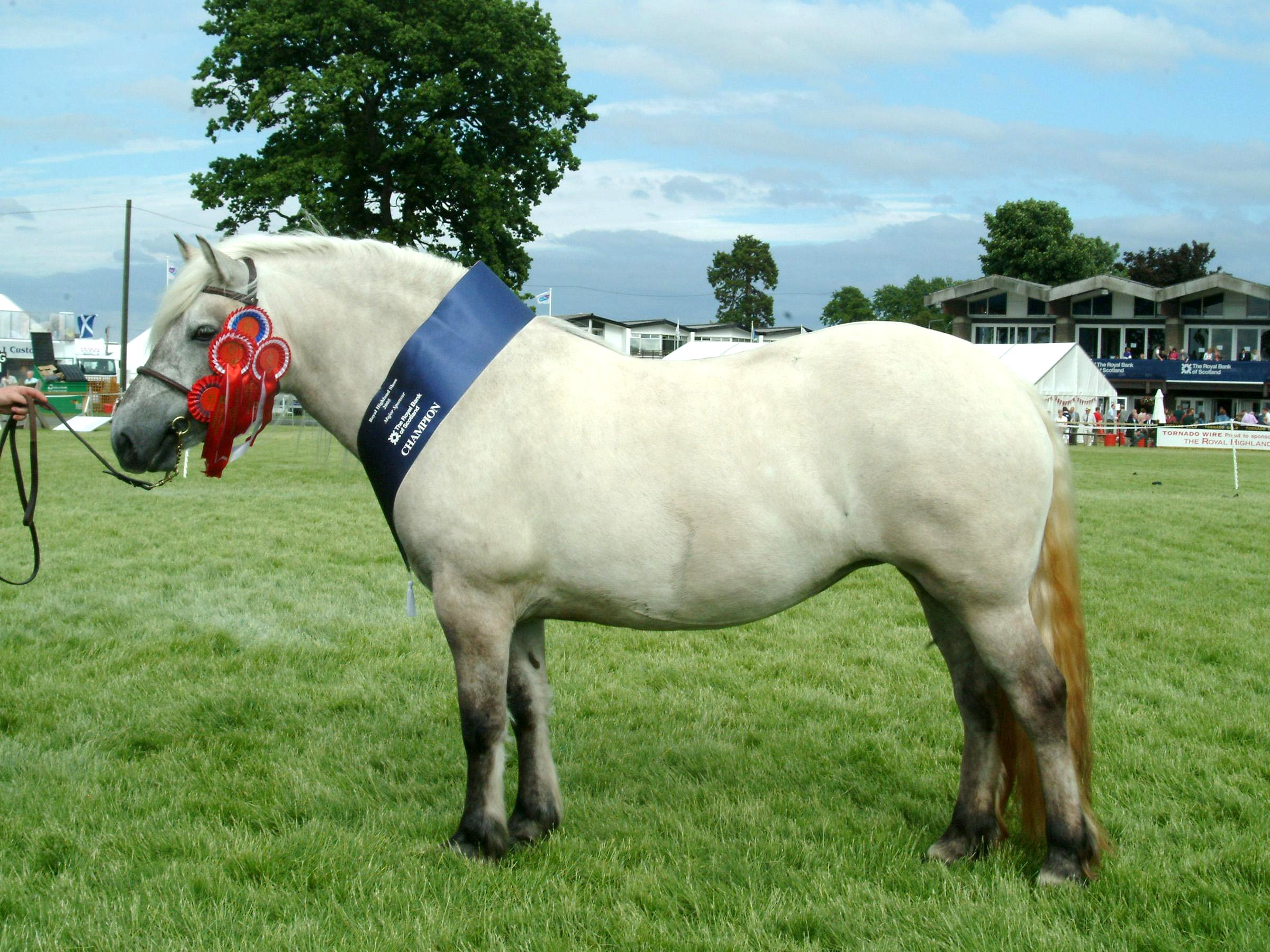
Um pónei das Terras Altas da Escócia.

Um pónei (português europeu) ou pônei (português brasileiro) é um pequeno equideo com uma morfologia e temperamento próprios. Comparativamente a um cavalo, entre outras características, além da sua estatura mais reduzida (medida no garrote inferior a 148 cm), os póneis exibem crinas e caudas mais densas, uma estrutura óssea mais pesada e força proporcionalmente maior para a estatura que têm.

## Definição
A Federação Equestre Internacional (FEI) define que um cavalo, sem ferraduras, como tendo uma altura, medida no garrote, igual ou superior a 148 cm. Deste modo um animal nascido de pai e mãe pónei pode ser considerado cavalo se tiver medida igual ou superior a 148 cm. No entanto a FEI também denomina certos animais como cavalos, mesmo estes tendo uma medida inferior a 148 cm desde que sejam membros de raças específicas como por exemplo o Cavalo islandês, o Cavalo Mérens, o Cavalo da Camarga, o Cavalo Nordestino, Sorraia, Garrano etc.

### Categorias
- categoria A = até 107 cm
- categoria B = entre 108 e 130 cm
- categoria C = entre 131 e 140 cm
- categoria D = entre 141 e 148 cm

"Double-poney" (Duplo-pónei) é uma expressão francesa utilizada para identificar póneis com mais de 145 cm e capazes de suportar cavaleiros adultos. A esta noção francesa corresponde o "cob" na língua inglesa.

## Raças de póneis
- Pônei brasileiro
- Pônei shetland